# Augusztina
Az Augusztina női név a latin Augustinus (magyarul Ágoston) férfinév párja. A latin név jelentése: magasztos, fennkölt.

## Rokon nevek
Ágosta, Auguszta

## Gyakorisága
Az újszülötteknek adott nevek körében az 1990-es években igen ritka név volt. A 2000-es és a 2010-es években sem szerepelt a 100 leggyakrabban adott női név között.
A teljes népességre vonatkozóan az Augusztina sem a 2000-es, sem a 2010-es években nem szerepelt a 100 leggyakrabban viselt női név között.

## Névnapok
március 27., március 29.,